# Батьківці
Ба́тьківці — село в Україні, в Рівненському районі Рівненської області. Населення становить 23 особи.

## Географія
Село розташоване на правому березі річки Збитинки.